# Vavuniya (distrikt)

Vavuniyadistriktet inom Sri Lanka.

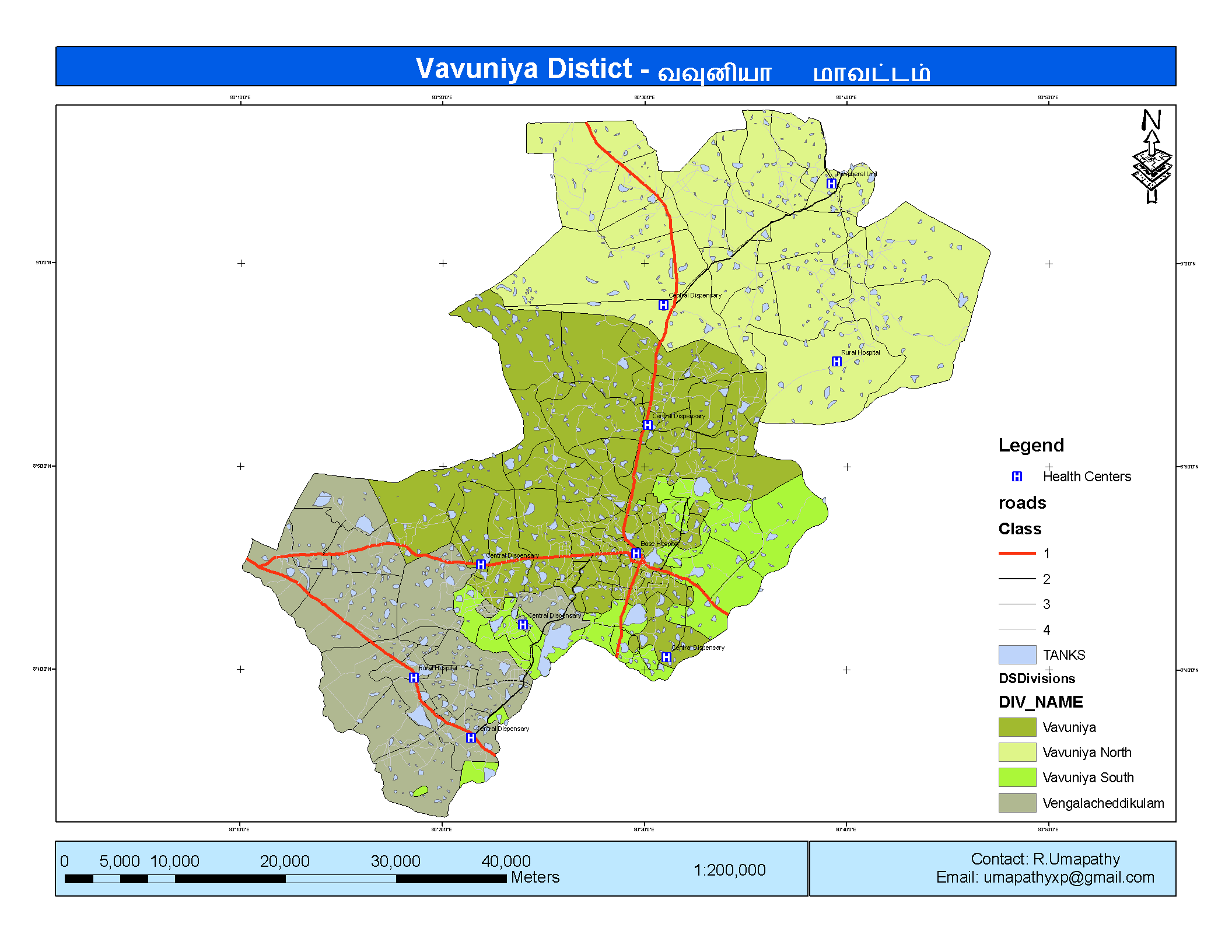
Karta över Vavuniya District.

Vavuniya District är ett av Sri Lankas 25 distrikt. I Vavuniyadistriktet ligger staden Vavuniya.